# Saint-Mard (Charente Marítim)
Saint-Mard és un municipi francès situat al departament del Charente Marítim i a la regió de la Nova Aquitània. L'any 2007 tenia 975 habitants.

## Demografia

### Població
El 2007 la població de fet de Saint-Mard era de 975 persones. Hi havia 384 famílies de les quals 100 eren unipersonals (52 homes vivint sols i 48 dones vivint soles), 120 parelles sense fills, 140 parelles amb fills i 24 famílies monoparentals amb fills.
La població ha evolucionat segons el següent gràfic:
Habitants censats

### Habitatges
El 2007 hi havia 465 habitatges, 398 eren l'habitatge principal de la família, 22 eren segones residències i 45 estaven desocupats. 445 eren cases i 16 eren apartaments. Dels 398 habitatges principals, 331 estaven ocupats pels seus propietaris, 55 estaven llogats i ocupats pels llogaters i 12 estaven cedits a títol gratuït; 5 tenien una cambra, 11 en tenien dues, 46 en tenien tres, 95 en tenien quatre i 241 en tenien cinc o més. 318 habitatges disposaven pel capbaix d'una plaça de pàrquing. A 174 habitatges hi havia un automòbil i a 196 n'hi havia dos o més.

### Piràmide de població
La piràmide de població per edats i sexe el 2009 era:
| Homes | Edats   | Dones |
| ----- | ------- | ----- |
| 0     | 95 o +  | 0     |
| 0     | 90 a 94 | 4     |
| 4     | 85 a 89 | 16    |
| 8     | 80 a 84 | 12    |
| 20    | 75 a 79 | 20    |
| 20    | 70 a 74 | 20    |
| 24    | 65 a 69 | 12    |
| 20    | 60 a 64 | 16    |
| 16    | 55 a 59 | 20    |
| 40    | 50 a 54 | 32    |
| 36    | 45 a 49 | 44    |
| 28    | 40 a 44 | 32    |
| 28    | 35 a 39 | 20    |
| 56    | 30 a 34 | 28    |
| 8     | 25 a 29 | 20    |
| 32    | 20 a 24 | 20    |
| 20    | 15 a 19 | 20    |
| 40    | 10 a 14 | 40    |
| 28    | 5 a 9   | 32    |
| 32    | 0 a 4   | 20    |

## Economia
El 2007 la població en edat de treballar era de 643 persones, 464 eren actives i 179 eren inactives. De les 464 persones actives 396 estaven ocupades (211 homes i 185 dones) i 68 estaven aturades (36 homes i 32 dones). De les 179 persones inactives 62 estaven jubilades, 45 estaven estudiant i 72 estaven classificades com a «altres inactius».

### Ingressos
El 2009 a Saint-Mard hi havia 400 unitats fiscals que integraven 1.022 persones, la mediana anual d'ingressos fiscals per persona era de 15.992 €.

### Activitats econòmiques
Dels 37 establiments que hi havia el 2007, 2 eren d'empreses alimentàries, 1 d'una empresa de fabricació d'altres productes industrials, 13 d'empreses de construcció, 10 d'empreses de comerç i reparació d'automòbils, 1 d'una empresa de transport, 7 d'empreses de serveis i 3 d'empreses classificades com a «altres activitats de serveis».
Dels 14 establiments de servei als particulars que hi havia el 2009, 2 eren tallers de reparació d'automòbils i de material agrícola, 1 taller d'inspecció tècnica de vehicles, 1 paleta, 4 guixaires pintors, 2 fusteries, 2 electricistes i 2 empreses de construcció.
Dels 2 establiments comercials que hi havia el 2009, 1 era una fleca i 1 una carnisseria.
L'any 2000 a Saint-Mard hi havia 36 explotacions agrícoles que ocupaven un total de 1.914 hectàrees.

## Equipaments sanitaris i escolars
El 2009 hi havia 1 escola maternal integrada dins d'un grup escolar amb les comunes properes formant una escola dispersa i 1 escola elemental integrada dins d'un grup escolar amb les comunes properes formant una escola dispersa.

## Poblacions més properes
El següent diagrama mostra les poblacions més properes.